# Clerks III
A Clerks III 2022-ben bemutatott amerikai filmvígjáték-dráma, melynek rendezője, forgatókönyvírója, producere és vágója Kevin Smith. A főbb szerepekben Brian O’Halloran, Jeff Anderson, Trevor Fehrman, Austin Zajur, Jason Mewes, Rosario Dawson és Kevin Smith látható. A film a Shop-stop (1994) és a Shop-stop 2. (2006) folytatása, valamint a View Askewniverse 9. nagyjátékfilmje. 
A történet szerint Randal Graves, miután túlélt egy súlyos szívrohamot, munkatársai, illetve barátai segítségével filmet kezd forgatni saját életükről.
Világpremierje 2022. szeptember 4-én volt, majd szeptember 13-án a Lionsgate forgalmazásában jelent meg. A kb. 7 millió dolláros költségvetésből készült film mindössze 4,7 millió dollár bevételt termelt, emellett vegyes kritikákat kapott.

## Cselekmény
15 évvel ezelőtt (lásd a Shop-stop 2. című film cselekményét) Dante és Randal megvásárolta a Quick Stop vegyesboltot, azóta életük a korábbi kerékvágásban folyik. A szomszédos videótékát Jay és Néma Bob vette át, legális kannabiszüzletet nyitva az épületben. Dante még mindig gyászolja szerelmét, Beckyt és meg nem született lányukat, Grace-t, akiket egy részeg sofőr gázolt halálra évekkel korábban.
Miközben Elias és barátja, Blockchain NFT-ket próbál eladni, Randal súlyos szívrohamot kap. Az incidens után az önmagát és vallását okoló Elias megtagadja keresztény hitét és sátánista lesz. A műtét sikeresnek bizonyul, ezután Randal orvosa figyelmezteti Dantét, hogy életmódja miatt őt is hasonló veszély fenyegeti. Randal úgy érzi, elpocsékolta életét és új célt keres: filmet akar készíteni saját és Dante vegyesboltban töltött életéről. 
Becky szelleme megjelenik Dante előtt és a továbblépésre bátorítja, Dante rövid időre feleleveníti kapcsolatát volt barátnőjével, Veronicával. Egy kínos szereplőválogatás után Randal úgy dönt, a filmnek nem csupán írója és rendezője, de főszereplője is lesz, míg Dante mellékszerepet kap. Barátaikat – köztük Jayt, Néma Bobot és Veronicát – és vásárlóikat is felfogadja önmaguk megformálására. Dante elvállalja a produceri feladatkört és 30 ezer dollárt kér kölcsön volt menyasszonyától, Emmától, cserébe Dante bolt feletti 50%-os tulajdonjogáért. Az operatőr Néma Bob lesz, aki fekete-fehérben szeretné leforgatni a filmet, Elias és Blockchain pedig produkciós asszisztensi feladatkört kapnak.
Az Inconvenience címen forgatott mű készítése során Danténak egyre inkább elege lesz Randal túlzott alaposságából és az is fáj neki, hogy csak kis szerepet kapott a filmben. Amikor Randal megpróbálja leforgatni a Mooby's gyorsétteremben korábban lezajlott szamárshowt (lásd a Shop-stop 2.-t), Dante pánikrohamot kap, mert a helyszín Beckyre emlékezteti. Később a részeg Dante konfrontálódik Randallal, amiért az szerinte sosem tisztelte őt vagy ismerte el a neki nyújtott támogatását, és most a filmje miatt a felesége és gyermeke elvesztésének fájdalmát is újra át kellett élnie. Dante a vita hevében szívrohamot kap és összeesik.
Amikor Randal úgy dönt, a kórházban hagyja barátját és folytatja filmjét, Elias alaposan leszidja önzősége miatt, illetve elárulja neki Dante Emmával kötött megállapodását is. A bűntudatos Randal befejezi a film utómunkáit, Jay és Néma Bob segítségével becsempészi azt a kórházba és megmutatja Danténak az elkészült művet: Randal úgy vágta azt össze, hogy Dante legyen a főszereplő, kijelentve, a sztori mindig is róla szólt. Dante Becky szellemével együtt nézi a filmet, meghatódva barátja erőfeszítésétől, ezután békében hal meg.
Dante temetése után Emma az üzletbe látogat és a kölcsönkért 30 ezer dollárt követeli. Blockchain izgatotta bejelenti, hogy az NFT-k eladása sikeres volt, egymillió dollárt kerestek vele, ezután kifizeti a tartozást. Barátai távozása után Randal közli Dantéval, mennyire hiányzik neki, nem tudva azt, hogy barátja szelleme mellette áll az üzletben.
A stáblista alatt Kevin Smith megköszöni a közönségnek a film megnézését és felolvas egy kivágott narrációt – mint kiderül, Randal 90 éves koráig folytatta a filmezést, miközben a boltban is tovább dolgozott.

## Szereplők
- Brian O'Halloran – Dante Hicks
- Jeff Anderson – Randal Graves
- Marilyn Ghigliotti – Veronica Loughran
- Rosario Dawson – Becky Scott
- Trevor Fehrman – Elias Grover
- Jason Mewes – Jay
- Kevin Smith – Néma Bob
- Amy Sedaris – Dr. Ladenheim
- Austin Zajur – Blockchain Coltrane
- Jennifer Schwalbach Smith – Emma Bunting
- Harley Quinn Smith – Millennium "Milly" Faulken
- Ben Affleck – Boston John[3]
- Michelle Buteau – Lisa
- Marc Bernardin – Lando
- Kate Micucci – Mary
- Justin Long – küldönc

Fred Armisen, Sarah Michelle Gellar, Freddie Prinze Jr., Bobby Moynihan, Melissa Benoist, Chris Wood, Anthony Michael Hall, Danny Trejo, Ralph Garman, valamint az Impractical Jokers – Totál szívatás szereplői, Brian Quinn, Sal Vulcano, James Murray és Joe Gatto az Inconvenience szereplőválogatásán tűnnek fel. John Willyung ismét Cohee Lundint, a Comic strip – Képtelen képregény szereplőjét formálja meg. Scott Mosier és Ethan Suplee, akik a Shop-stop, illetve a Shop-show című filmekben Willam Blacket játszották, ismét ebben a szerepben térnek vissza. Smith édesanyja, Grace a filmbéli meghallgatáson tűnik fel, akinek karakterét a történet szerint sérti a forgatókönyv és kijelenti: a forgatókönyvíró édesanyjának szégyellnie kéne magát.

## Fordítás
- Ez a szócikk részben vagy egészben  a   Clerks III című angol Wikipédia-szócikk ezen változatának fordításán alapul.  Az eredeti cikk szerkesztőit annak laptörténete sorolja fel. Ez a jelzés csupán a megfogalmazás eredetét és a szerzői jogokat jelzi, nem szolgál a cikkben szereplő információk forrásmegjelöléseként.